# Petrica Novosel Žic
Petrica Novosel-Žic, (Draga Bašćanska na otoku Krku, 13. svibnja 1931. – Zagreb, 16. siječnja 2021.), geografkinja.  

## Život

### Školovanje
Osnovnu školu pohađala je u Rabu i Puntu, nižu gimnaziju u Krku i Novom Vinodolskom, a učiteljsku školu u Rijeci. Diplomirala je 1959. na Geografskom odsjeku Prirodoslovno-matematičkog fakulteta Sveučilišta u Zagrebu. Na istom fakultetu magistrirala je 1970. i doktorirala 1978. kao prva žena iz područja geografije. 

### Djelovanje
Kao stipendistica OECD-a boravila je šest mjeseci 1970. na Technische Hochschule u Zürichu, gdje je izučavala migracijska kretanja. Od 1951. do 1960. radila je kao nastavnica. Na Geografskom odsjeku PMF-a izabrana je 1961. za asistenticu, 1979. za docenticu, a 1988. za izvanrednu profesoricu. Bila je pročelnica Geografskog odsjeka, odnosno predstojnica Zavoda za kartografiju u kojem je više od 20 godina vodila Kartografsku zbirku. Uz stalne kolegije Kartografija i Regionalna geografija Rusije na dodiplomskom, te kolegij Tematsko predočavanje u prostornom planiranju i uređenju na poslijediplomskom studiju, predavala je i kolegije Geografske grafičke metode i Turistička geografija. Držala je Geografski i Kartografski praktikum, vodila terensku nastavu i vježbe. Bavi se regionalnom geografijom sjevernog hrvatskog primorja, Rusije i kartografijom. Surađivala je na znanstvenim projektima Jugoslavenski radnici u inozemstvu, Centralna naselja i gradovi RH, Turizam i rekreacija, Urbanizacija RH. Sudjelovala je na pedesetak znanstvenih i stručnih skupova u zemlji i inozemstvu. Nekoliko se puta usavršavala u bivšem SSSR-u te držala predavanja na sveučilištima u Moskvi i Kijevu. Objavila je mnogo znanstvenih i stručnih radova, te stručnih prikaza i recenzija karata i atlasa u časopisima Geografski glasnik, Geographical Papers, Acta Geographica Croatica. Umirovljena je 1999. Bila je predsjednica Geografskog društva Zagreba, tajnica Geografskog društva Hrvatske, zamjenica tajnika Saveza geografskih društava Jugoslavije, članica Upravnog odbora Saveza geografskih društava Hrvatske, višegodišnja članica uredništva Radova Geografskog odjela PMF-a i Biltena Savjeta za daljinska istraživanja i fotointerpretaciju HAZU. Članica je Hrvatskoga geografskog društva.

## Djela
- Strukturne karakteristike stanovništva otoka Krka od 1857. do 1971. Zagreb 1976.
- O razvoju geografije i kartografije. Geografski glasnik 1987, 49, str. 58-63.
- Izračunavanje površine metodom Monte Carlo. Zagreb 1988.
- Transformation of settlements on the island Krk under influence of turism. Klagenfurt 1988.
- Geografska karta kao crtež. 1. hrvatski geografski kongres, Zagreb 1995, Zbornik radova, str. 536-541.
- Analiza geografskog sadržaja Glavačeve karte, u: M. Begović (ur.): Radovi Zavoda za znanstveni rad HAZU 1998, 10-11, str. 389-408.
- Crtež u geografiji, u: M. Lapaine (ur.): Crtež u znanosti. Sveučilište u Zagrebu, Geodetski fakultet, 1998, str. 203-211.
- Naši kartografi 16. i 17. stoljeća (koautor Ž. Richter-Novosel). Geodetski list 2000, 1, str. 1-13.
- Hrvatski kartografi 16. i 17. stoljeća / Croatian Cartographers of the 16th and 17th Centuries (koautor Ž. Richter-Novosel), u: D. Novak, M. Lapaine, D. Mlinarić (urednici): Pet stoljeća geografskih i pomorskih karata Hrvatske / Five Centuries of Maps and Charts of Croatia, Školska knjiga, Zagreb 2005, str. 86-111, 434.